# Cristatogobius gobioides
Cristatogobius gobioides és una espècie de peix de la família dels gòbids i de l'ordre dels perciformes.

## Morfologia
- Els mascles poden assolir 10 cm de longitud total.[4][5]

## Hàbitat
És un peix de clima subtropical i demersal.

## Distribució geogràfica
Es troba al Pacífic occidental: des de Queensland fins a la costa central de Nova Gal·les del Sud (Austràlia).

## Observacions
És inofensiu per als humans.